# Igreja Presbiteriana de Angola
A Igreja Presbiteriana de Angola (IPA) é uma denominação cristã protestante reformada, formada em 1984 em Angola por cristãos conservadores dissidentes da Igreja Evangélica Reformada de Angola. Em sua formação, teve acordo de cooperação com a Igreja Presbiteriana do Brasil, que até hoje auxilia a igreja angolana.

## História
A Igreja Presbiteriana de Angola foi idealizada por Neves Mussaqui, pastor dissidente da Igreja Evangélica Reformada de Angola. Ele veio ao Brasil na década de 1980 para estabelecer relações com a Igreja Presbiteriana do Brasil(IPB) e organizar a nova denominação com apoio da Agência Presbiteriana de Missões Transculturais.
Em 1987 foi estabelecido acordo formal de cooperação inter-eclesiástica entre a IPA e IPB. Atualmente, o acordo entre as denominações continua, sendo responsável por colaborações entre as igrejas do Brasil e de Angola em áreas sócias, evangelísticas e na formação de pastores para a igreja angolana. A Igreja Presbiteriana do Brasil envia por meio da Agência Presbiteriana de Missões Transculturais, professores para a formação de ministros da igreja na Angola. Além disso, muitos pastores da Igreja Presbiteriana de Angola fazem sua formação em seminários presbiterianos brasileiros. A Igreja Presbiteriana de Manaus, Igreja Presbiteriana das Américas e Igreja Presbiteriana Betânia são algumas das igrejas locais, que fazem parte da IPB que envolvem-se no trabalho missionário em ajuda a Igreja Presbiteriana de Angola.
Em 2011 a Igreja Presbiteriana Independente de Angola (IPIA) e Igreja Cristã Presbiteriana de Angola (ICPA), formadas por angolanos convertidos em outros países, uniram-se à Igreja Presbiteriana de Angola (IPA), levando a denominação a concentrar a maior parte dos presbiterianos do país.
Em 2023, a denominação estava presente em 17 das 18 províncias da Angola.

## Reconhecimento
A partir de 2015 as igrejas protestantes na Angola com menos de 60.000 membros maiores de idade foram tidas como ilegais pelo governo. Consequentemente, a Igreja Presbiteriana da Angola ingressou com pedido de reconhecimento junto ao Governo do país em 2018.
Em 6 de junho de 2022, foi publicado, no Diário Oficial da República de Angola, o Decreto Executivo nº 226/22, no qual a denominação foi reconhecida pelo governo angolano.

## Doutrina
A Igreja Presbiteriana de Angola é uma igreja confessional conservadora, que adota o sistema de governo presbiteriano e a teologia reformada. A denominação subscreve a Confissão de Fé de Westminster e o Credo dos Apóstolos.
Devido sua formação ter grande influência da Igreja Presbiteriana do Brasil a IPA tem a mesma constituição e possui mesma forma de governo, baseando-se em igrejas e congregações locais, que formam um presbitério, e os presbitérios regionais, por sua vez, formam um sínodo, enquanto os sínodos nacionais dão origem a Assembleia Geral da igreja.  Outra marca do caráter conservador doutrinário da igreja é o fato de não admitir o sacerdócio feminino, sendo que somente são elegíveis ao ministério da denominação, membros do sexo masculino.

## Organizações inter-eclesiásticas
Além da parceria estreita com a Igreja Presbiteriana do Brasil a IPA também faz parte da Fraternidade Reformada Mundial.
Além disso, a igreja faz parte da Aliança Evangélica de Angola, com a qual atua em trabalhos de combate ao vírus da Síndrome da imunodeficiência adquirida (AIDS).

## Estatísticas
| Ano  | Membros |
| ---- | ------- |
| 2000 | 12.000  |
| 2009 | 23.000  |
| 2023 | 60.000  |

No ano 2000 a Igreja Presbiteriana de Angola era formada por 12.000 membros. Em 2009, havia crescido para para cerca de 23.000 membros. Tal crescimento de mais de 100% em 9 anos, é atribuindo ao fato do retorno de muitos imigrantes angolanos que se converteram ao presbiterianismo enquanto estavam no Congo. A estimativa da igreja é que 12.500 novos membros foram recebidos nestas condições. As línguas oficiais na igreja são o Português e o Kikongo.

Em 2023 a denominação já tinha mais de 60 mil membros.

## Seminário e Formação Teológica
Em acordo com a Agência Presbiteriana de Missões Transculturais da Igreja Presbiteriana do Brasil, a IPA, construiu em Luanda um seminário para capacitação teológica de seus pastores. Anteriormente, alguns dos pastores angolanos se formavam em seminários  presbiterianos no Brasil.